# Gisela M. A. Richter
Gisela Marie Augusta Richter (* 14. August 1882 in London; † 24. Dezember 1972 in Rom) war eine deutschamerikanische Klassische Archäologin, die mehr als 40 Jahre am Metropolitan Museum of Art in New York gewirkt hat.

## Leben und Karriere
Gisela M. A. Richter wurde in eine kunstsinnige Familie geboren. Der aus Dresden stammende Vater Jean Paul Richter (1847–1937) war unter anderem mit Giovanni Morelli befreundet, ihre Mutter war die Schriftstellerin Louise Schwaab (1852–1938). Der Vater wie auch die Schwester Irma Richter (1876–1956) beschäftigten sich als Kunsthistoriker mit der Renaissance. Morelli sollte auch auf Gisela Richter einen nachhaltigen Einfluss ausüben. Ihre ersten Jahre verbrachte Richter mit ihrer Familie in Florenz und Rom. 1892 wurde der Wohnsitz nach London verlegt, wo Gisela Richter in der Nähe ihres Wohnsitzes die Maida Vale High School besuchte und abschloss. Bei einem Aufenthalt in Rom besuchte sie mit ihrem Vater nicht nur die Museen der Stadt, sondern hörte auch an der Universität Rom eine Vorlesung von Emanuel Loewy und fasste den Entschluss, Archäologin zu werden. 1901 ging sie an das Girton College in Cambridge. Dort wurden die archäologischen Lehrveranstaltungen durch externe Dozenten veranstaltet, die Richters Ansprüchen jedoch nicht genügten, weshalb sie nach dem Abschluss nach drei Jahren auf eine Spezialisierung am College verzichtete. An der Universität Cambridge wurde ihr als Frau ein weitergehendes Studium jedoch versagt. Sie ging 1904 für ein Jahr an die British School at Athens, wo sie nicht nur den Direktor Robert Carr Bosanquet mit ihrer gelehrigen Art für sich begeistern konnte. Richter war an der Einrichtung die einzige Studentin. Als Frau durfte Richter nicht in der Schule wohnen, sondern musste in eine Privatpension ziehen. Dort lernte sie US-amerikanische Kolleginnen kennen, darunter die zu der Zeit schon namhafte Harriet Boyd-Hawes.

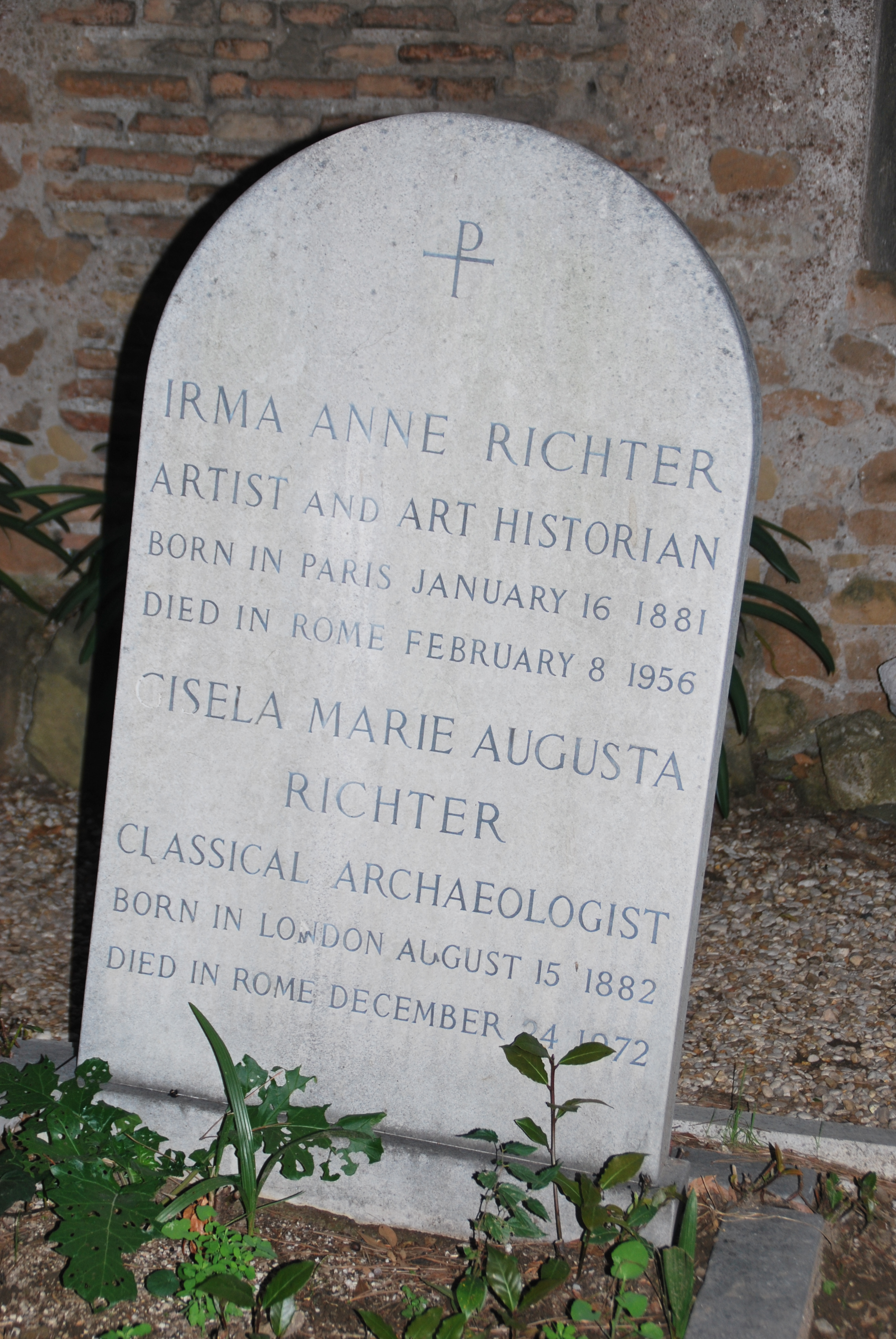
Grab Gisela Richters und ihrer Schwester Irma auf dem Cimitero acattolico in Rom

Boyd-Hawes wurde nicht nur Vorbild und Freundin, sondern ebnete Richter auch den Weg zur Karriere. 1905 begleitete sie Boyd-Hawes in die USA, die dort Kontakte zu Edward Robinson, den kurz darauf neu berufenen Vize-Direktor des Metropolitan Museum of Art in New York, herstellte. Dieser betrieb nach der Berufung den systematischen Aufbau der griechisch-römischen Sammlung, wobei sich schnell Arbeit für Richter fand. Zunächst sollte sie nur einen Katalog der antiken Vasen der Sammlung verfassen, doch schnell war ihre Stelle permanent. Richter sollte den Rest ihrer wissenschaftlichen Karriere am Metropolitan Museum verbringen. Ab 1906 war sie zunächst Assistentin, dann ab 1910 Assistenz-Kuratorin und schließlich ab 1922 außerordentliche Kuratorin. Von 1925 bis 1948 fungierte sie als Kuratorin der Antikenabteilung des Museums und war damit nach Sara Yorke Stevenson die zweite Frau in den USA, die eine solche Position erreichen konnte. Als Kuratorin war Richter für einige der bedeutendsten Neuerwerbungen des Museums verantwortlich, darunter etwa einen Ständer des Vasenmalers Kleitias, einen Krater des Vasenmalers Lydos und ein Porträt des römischen Kaisers Caracalla. Nach ihrer Pensionierung 1948 blieb sie weiter bis zu ihrem Tod Ehrenkuratorin. 1946 sorgte sie für ihre Nachfolge und holte Dietrich von Bothmer an das Museum.
1917 wurde sie US-amerikanische Staatsbürgerin, unterhielt aber weiterhin enge Kontakte nach Europa und verbrachte fast jährlich ihre Sommerurlaube dort. 1952 siedelte sie nach Rom über und lebte noch 20 Jahre in der „ewigen Stadt“. Sie ruht auf dem Cimitero acattolico in Rom.

## Wirken und Ehrungen
Richter war eine Expertin auf dem Gebiet der Gemmenforschung und namhafte Wissenschaftlerin im Bereich der etruskischen Kunst, forschte zur griechischen Keramik, zu antikem Schmuck und zu antiken Möbeln. Am bekanntesten ist sie jedoch für ihre Arbeiten zum New Yorker Kuros. Nachdem in Teilen der Fachwelt die Echtheit der Skulptur, die am Beginn der großplastischen Skulptur im antiken Griechenland stand, angezweifelt worden war, begann Richter sich intensiv mit den Kuroi zu beschäftigen und konnte dabei auch die Echtheit des New Yorker Kuros beweisen. Drei etruskische Monumentalplastiken, für deren Erwerb sie verantwortlich zeichnete und für deren Echtheit sie in einer Monographie 1937 eintrat, wurden dagegen 1961 durch eine Publikation Dietrich von Bothmers und Joseph V. Noble sowie ein Geständnis der verantwortlichen Bildhauer als Fälschungen enttarnt. Weitere Forschungen betrieb sie etwa zu attischen Grabreliefs oder zum griechischen Porträt.
Richters Schriftenverzeichnis umfasst weit mehr als 200 Einträge sowohl wissenschaftlicher als auch populärwissenschaftlicher Natur. Mehrere Werke veröffentlichte sie gemeinsam mit ihrer Schwester Irma Richter. Sie lehrte neben der Museumsarbeit an der Columbia University, der Yale University, dem Bryn Mawr College und dem Oberlin College. Ihr Nachlass findet sich in der American Academy in Rome, abgesehen von dem Teil zum Metropolitan Museum, der dort verwahrt wird.
Seit 1942 war Richter gewähltes Mitglied der American Philosophical Society. 1946 wurde sie als korrespondierendes Mitglied in die British Academy aufgenommen.  1972 wurde sie Ehrenmitglied des Deutschen Archäologischen Instituts.

## Schriften (Auswahl)
Siehe Joan R. Mertens: The publications of Gisela M. A. Richter. A bibliography. In:  Metropolitan Museum Journal 17, 1982, S. 119–132.
- mit Majorie J. Milne: Shapes and Names of Athenian Vases. Metropolitan Museum of Art, New York 1935 (archive.org).
- Kourai. A Study in the Development of the Greek Kouros from the Late Seventh to the Early Fifth Century B.C. Oxford University Press, New York 1942; 2. Auflage Phaidon, London 1960.
- Archaic Attic Gravestones. Harvard University Press, Cambridge (Mass.) 1944 (archive.org).
- Catalogue of Greek Sculptures. Metropolitan Museum of Art, New York. Harvard University Press, Cambridge (Mass.) 1954.
- A Handbook of Greek Art. Phaidon, London 1959.
  - deutsch: Handbuch der griechischen Kunst. Phaidon, Köln 1966.
- The Portraits of the Greeks. 3 Bände, Phaidon, London 1965.
- Korai. Archaic Greek Maidens. A Study of the Development of the Kore Type in Greek Sculpture. Phaidon, London 1968.
- The Engraved Gems of the Greeks, Etruscans and Romans. 2 Bände 1968–1971.